# Control (House M. D.)
Control (en inglés Control) es el decimocuarto episodio de la primera temporada de la serie estadounidense House M. D.. Fue estrenado el 15 de marzo de 2005 en Estados Unidos y emitido el 7 de marzo de 2006 en España.
Una alta ejecutiva adicta al trabajo sufre una parálisis en la pierna durante una reunión y experimenta severísimos dolores. Al ingresar en el hospital deberá de cambiar su estilo de vida. En el hospital, un rico empresario, Edward Vogler, dona 100 000 000 de dólares con la condición de ser designado como presidente del consejo directivo y concentrarse en la búsqueda de una cura para el cáncer. Vogler trae al hospital una nueva filosofía de gestión ("trataré el lugar como un negocio") y chocará de inmediato con House.

## Sinopsis
El título del episodio está referido al fenómeno del control, y con el de manipulación, sometimiento y descontrol, que aparece en todos los hilos argumentales. El caso principal tiene como centro a una mujer joven que controla una empresa multinacional mediante un severo autocontrol personal, pero al precio de una bulimia que le daña gravemente la salud. En el hospital, un multimillonario toma el control del mismo al donar 100 millones de dólares y choca con el Dr. House a quien no puede controlar como quisiera. En el equipo de House, Cameron utiliza técnicas de negociación para tratar de manipular a sus compañeros y ser más tenida en cuenta. En el caso de clínica ambulatoria un paciente controla sus emociones y reacciones, evitando hablar, para que el hospital no note que ha sanado.

### Caso principal
La presidenta de la empresa multinacional Cosméticos Sonyo, Carly, de 32 años, quien aparentemente tiene una vida perfecta y un cuerpo perfecto, sufre una parálisis en la pierna durante una reunión de directorio. Recurre directamente al Dr. House, a quien sus asesores han identificado como el mejor médico para atenderla.
La paciente sufre parálisis y dolores en el cuádriceps derecho. La Dra. Cameron piensa que podría ser un coágulo, pero manipula con técnicas de negociación a sus colegas por lo que no se produce un verdadero debate. House ordena darle anticoagulantes y realizarle una angiografía, y si da negativo -como espera- una resonancia (IRM) de la columna y luego una biopsia de la pierna.
Mientras hace la angiografía, el Dr Chase coquetea con la operadora del equipo. Carly, la paciente, trata de controlar el dolor que siente en su pierna hasta que ya no puede y estalla en alaridos. Sin embargo los estudios no indican ninguna anormalidad. Cameron pregunta entonces por el índice de sedimentación, un indicador genérico de la presencia de una patología, y aunque su valor es normal, sugiere que en este caso la paciente podría tener una velocidad de sedimentación globular menor a la normal, abriendo la hipótesis de un cáncer. House dice que la idea "es absurda" y que "le encanta", por lo que va a consultarlo con su amigo el Dr. Wilson, jefe de oncología del hospital.
Wilson adelanta la posibilidad que se trate de un cáncer óseo primario y recomienda una gammagrafía. Como tampoco detecta nada, piensa que puede tratarse de un caso de dolor referido, un proceso nervioso mediante el cual se sufre una afección en un lugar pero el dolor se siente en otro; quizás podría ser cáncer de colon, enfermedad de la que murió la madre. Pero la paciente no quiere realizarse una colonoscopia ("no quiero que me miren") y prefiere "morir en el trabajo". Como alternativa Wilson ofrece una tomografía computada del colon, un procedimiento mucho más caro pero no invasivo. Pero tampoco es cáncer de colon. House nota que Carly no rechaza todos los exámenes sino "sólo de los que la avergüenzan".
El equipo se vuelve a reunir y House nota que Chase se equivocó de pierna al realizar la angiografía, y ve también que el informe lo firmó Jenny, una médica residente. House se enoja mucho y Chase piensa que lo va a despedir.
Mientras Foreman está realizando de nuevo la angiografía -en la que tampoco aparece nada-, Carly sufre un derrame pleural y Foreman le hace una toracocentesis para drenar sus pulmones.
House se queda varias horas a solas pensando mientras mira la pizarra en la que están escritos los síntomas y las hipótesis sobre las que venían trabajando ("dolor de pierna", "parálisis", "cáncer", "dermatomicosis", "dolor de pecho", "coágulo"). De pronto borra la pizarra y escribe "síntomas psicológicos", "oculta dolor", "control", "vergüenza". Se dirige a la habitación de Carly y nota que tiene gran cantidad de cortes en la pierna. En ese momento House descubre lo que le sucede a su paciente, pero no lo revela. Habla con Wilson y le dice que la empresaria precisa un trasplante de corazón, pero cuando Wilson le pide detalles le responde que no puede hacerlo, para proteger a Wilson de una eventual acción por responsabilidad profesional. Inmediatamente después, Chase y Cameron llegan para informar que la toracentesis reveló un trasudado y que la ecocardiografía estableció que había una insuficiencia cardíaca, por lo que era necesario realizarle un trasplante de corazón.
House se encuentra a solas con Carly y le explica que precisa un trasplante de corazón, pero también sabe que padece bulimia, deducido a partir de síntomas como la vergüenza. House deduce también que la necesidad de controlar la autoproducción de los vómitos para mantenerlo oculto, la debió haber llevado a utilizar de manera sistemática un vomitivo, la ipecacuana, que consumido de forma regular causó el daño muscular en la pierna y el corazón. Carly reconoce que se induce vómitos con ipecuana tres veces por semana.
House se encuentra ante un dilema profundo. Su trabajo de diagnóstico y su obsesión por "saber todo", han terminado. Pero Carly no será elegida para ser trasplantada si él dice la verdad e informa que padece bulimia, una enfermedad psiquiátrica grave que la hace inelegible. "Quiero saber qué es lo correcto", confiesa y para eso debe saber si ella quiere vivir o no. Carly comienza a llorar diciendo que no quiere morir.
House miente ante la Junta de Trasplantes, que preside Cuddy e integra también Wilson. A la reunión asiste Vogler, el nuevo presidente del consejo directivo. Cuddy sospecha que House oculta información y le advierte públicamente que de resultar así será sancionado.
Al equipo de House también le resulta sospechosa su actitud. Chase revisa las pertenencias de la paciente y descubre un frasco de ipecacuana. Luego del trasplante, en un gesto completamente inhabitual pero que también había tenido con una paciente diagnosticada como equizofrénica (ver The Socratic Method), House visita a Carly en su habitación para llevarle un plato de comida, tienen un pequeño diálogo en donde Carly le pregunta del por qué mintió arriesgando su licencia para salvar su vida, House responde que lo hizo por qué es su paciente y le dice que "no lo eche a perder" (que aproveche su segunda oportunidad para vivir). Al finalizar el capítulo, Vogler le dice a House que el hospital había descubierto que la paciente padecía bulimia.

### Atención clínica de rutina
En la atención clínica de rutina, que House detesta porque le aburre la ausencia de problemas médicos complejos, atiende a un niño con dolor de garganta que asiste acompañado de su padre, que perdió la voz tras una operación en la rodilla. El hombre demandó al hospital y fue indemnizado con un millón de dólares. House comprende lo que sucedió y le inyecta botox en las cuerdas vocales, sin embargo el hombre no recupera la voz. House entiende que podría estar simulando con la intención de no devolver el dinero y le pide que si se ha curado parpadee dos veces, cosa que el hombre efectivamente hace.

### Relaciones entre los personajes
El rico empresario Edward Vogler dona 100 000 000 de dólares al hospital con la condición de ser designado como presidente del Consejo Directivo y concentrarse en la búsqueda de una cura para el cáncer. Vogler trae al hospital una nueva filosofía de gestión ("trataré el lugar como un negocio") y chocará de inmediato con House, quien no cumple las reglas y aparece como incontrolable. Vogler cree que el departamento de diagnóstico que dirige House no justifica el gasto que el hospital realiza (3 millones de dólares al año) para tratar un paciente por semana. House piensa que la filosofía de Vogler "no es ética" ya que se usará la atención de los pacientes con cáncer para experimentar con ellos y que eso "destruirá el hospital". House le dice a Vogler que tiene estabilidad laboral y que no va a poder despedirlo porque para eso necesita la unanimidad del Consejo y él tiene a Cuddy y Wilson, que son consejeros; Vogler le responde que ya había visto esa situación, pero que está sorprendido de que sea más fácil remover a un miembro del Consejo que al propio House.
En la primera reunión del equipo, Cameron se ve muy cambiada por la forma de tratar a sus colegas, recurriendo al uso de los nombres propios, halagos, toques personales, solicitudes de opinión, etc. House identifica que Cameron ha leído algún libro de negociación, y menciona Obtenga el Sí, 50 maneras de ganar una discusión, y La guía del trotamundos para ser un buen tipo. House le pedirá que se detenga porque está manipulando los debates y finalmente mantendrán una conversación a solas en la que ella manifiesta que todos la rechazan. Pero House le dice que no es así: "les gustas". Pero Cameron necesita saber si ella le gusta a House (en el siguiente capítulo le confesará a Chase que House "le gusta"). Este permanece en silencio un rato y contesta simplemente "no".
En este capítulo House tiene un comportamiento inusual, al involucrarse con su paciente, afectada por una enfermedad psiquiátrica (bulimia).

## Diagnóstico
La paciente sufre una insuficiencia cardíaca irreversible ocasionada por la ipecacuana que consume para provocarse vómitos, ya que padece también de bulimia.